# True Lies (игра)
True Lies (с англ. — «Правдивая ложь») — компьютерная игра в жанре action/shoot ’em up, разработанная студией Beam Software и изданная компанией Acclaim в 1994 году. Сюжет игры основан на одноимённом фильме с Арнольдом Шварценеггером в главной роли.

## Геймплей
Игровой процесс представляет собой экшен с видом сверху. В начале уровня игроку выдаётся задание, в конце происходит сражение с боссом. У игрока может быть до девяти жизней, если они иссякают, игра автоматически заканчивается. Помимо врагов и боссов, на уровне есть гражданские; при уничтожении трёх из них игрок потеряет жизнь и начнёт уровень сначала. В игре нет прыжка, вместо этого герой может перекатываться, уворачиваясь от выстрелов или разрывов гранат и мин.

## Сюжет
Террористический альянс под названием «Алый Джихад», возглавляемый Салимом Абу Азизом, шантажирует ядерным ударом правительство США с целью вывода войск из Персидского залива. Секретному агенту спецслужбы сектор «Омега» Гарри Таскеру поручается обезвредить террористов.

## Отзывы
В Японии Famicom Tsūshin поставил версиям SNES и Genesis по 22 балла из 40.